# Nevin Yanit
Nevin Yanit, född den 16 februari 1986, är en turkisk friidrottare som tävlar i häcklöpning.
Yanit var i tre raka mästerskapssemifinaler utan att ta sig vidare till finalen. Vid såväl VM 2007 och 2009 samt vid Olympiska sommarspelen 2008 misslyckades hon att ta sig vidare. Vid finalen i EM 2010 noterade hon ett nytt personligt rekord på 12,63 vilket räckte till seger.

## Personliga rekord
- 100 meter häck - 12,63 från 2010